# Greg Bear
Gregory Dale Bear (født 20. august 1951 i San Diego, Californien, død 19. november 2022) var en amerikansk forfatter af især science fiction. Hans værker dækker temaer såsom galaktiske konflikter (Forge of God-bøgerne), kunstige universer (The Way-serien), bevidstheds- og kulturelle skikke (Queen of Angels) og forceret evolution (Blood Music, Darwin's Radio og Darwin's Children).
Sammen med Gregory Benford og David Brin skrev Bear en trilogi, der fortæller noget af forhistorien til Isaac Asimovs Stiftelsen-serie. Bear skrev det midterste bind i trilogien.
Han var svigersøn til science fiction-forfatteren Poul Anderson. 

### Serier
- Eon-serien
  - Eon (1985)
  - Eternity (1988)
  - Legacy (1995)
- The Forge of God-serien
  - The Forge of God (1987)
  - Anvil of Stars (1992)
- En gruppe løst sammenhængende romaner
  - Queen of Angels (1990)
  - Heads (1990)
  - Moving Mars (1993),
  - / (også kendt som Slant) (1997)

### Øvrige værker
- Psychlone (1979)
- Hegira (1979)
- Beyond Heaven's River (1980)
- The Strength of Stones (1981)
- The Wind From a Burning Woman (1983)
- The Infinity Concerto (1984)
- Blood Music (1985)
- Strength of Stones (1986)
- The Serpent Mage (1986)
- Tangents (1986, novelle)
- Sleepside Story (1988)
- A Collection of Short Stories, Tangents (1989)
- The Venging (1992)
- Songs of Earth and Power (1994, The Infinity Concerto og The Serpent Mage i et bind)
- New Legends (1995)
- Foundation and Chaos (1998, i Isaac Asimovs Stiftelsen-serie)
- Dinosaur Summer (1998)
- Darwin's Radio (1999),
- Rogue Planet (2000, indgår i Star Wars-romanserien.)
- Vitals (2002)
- W3 Women in Deep Time (2003)
- Darwin's Children (2003)
- Dead Lines (2004)
- Quantico (2005)
- City at the End of Time (2008)